# Caillou
Caillou is een Canadese educatieve tekenfilmserie die voor het eerst werd vertoond op Télétoon en Teletoon. De serie werd voor het eerst uitgezonden op eerstgenoemde op 15 september 1997. De show verhuisde later naar Treehouse TV, waar de laatste afleveringen van de serie werden uitgezonden op 3 oktober 2010. 
De serie is gebaseerd op de boeken van Hélène Desputeaux. Het gaat over een vierjarige jongen genaamd Caillou die gefascineerd is door de wereld om hem heen.